# 이자현

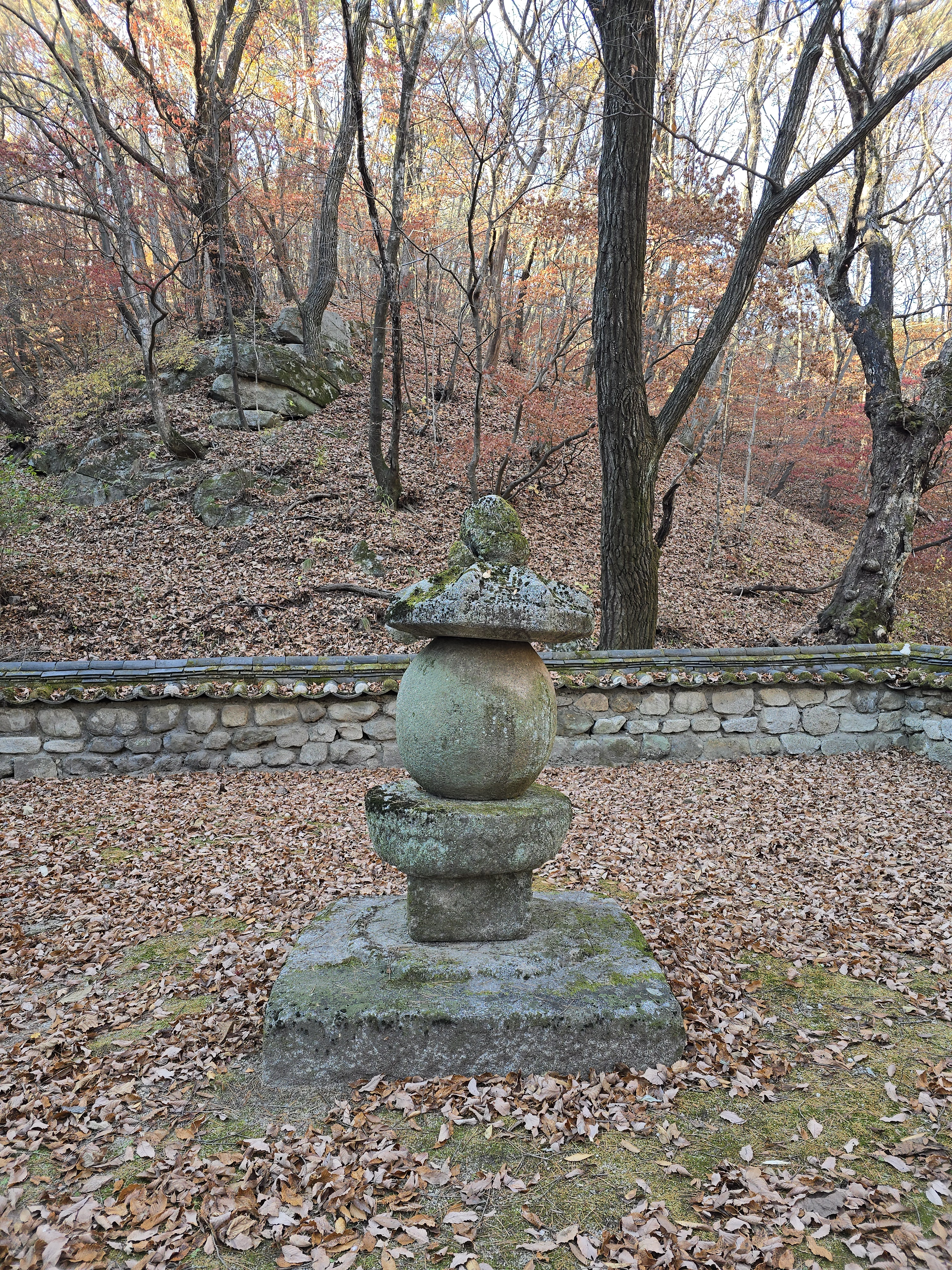
춘천시 청평사의 진락공 이자현 부도

이자현(李資玄, 1061년(문종 15) ∼ 1125년(인종 3))은 고려시대 중기의 문신, 학자, 문인, 거사(居士)이다. 본관은 인천(仁川), 자는 진정(眞靖), 호는 식암(息庵)·청평거사(淸平居士)·희이자(希夷子)이다. 시호는 진락(眞樂)이다. 문하시중 이자연(李子淵)의 손자이며, 인예왕후, 인경현비, 인절현비의 조카이다. 강원도 청평산의 문수원(文殊院)을 중건하였으며, 베옷과 나물 밥 등으로 생활하며 수도하였다.

## 생애
이자연의 손자이고, 이의(李顗)의 맏아들이다. 이자겸, 이자덕, 이자의 등은 그의 사촌이었다. 1089년(선종 6) 과거에 급제하였으며, 여러 벼슬을 거쳐 대악서승(大樂署丞)이 되었으나 관직을 버리고 강원도 춘천의 청평산(淸平山)에 들어가서 아버지가 세웠던 사찰 보현원(普賢院)을 문수원(文殊院)이라 이름을 고치고 중건하였으며, 여기에 당(堂)과 암자를 지어 생활하며 이곳에서 베옷과 나물 밥 등으로 생활하며 학문 연구와 선(禪)을 즐겼다.
문벌과 배경이 있었으나, 관직 욕심이 없었다. 뒤에 예종이 사람을 시켜 다향(茶香)과 금백(金帛)을 보내어 여러 번 불렀으나 모두 사양하였다. 1117년(예종 12) 예종이 남경(南京)에 행차하였을 때 잠시 왕을 만나기는 하였으나 곧 다시 문수원에 들어가 평생을 수도생활로 일관하였다. 사후 진락(眞樂)의 시호가 내려졌다.

## 같이 보기
- 이자연
- 이자겸
- 이자덕
- 이자의
- 인예왕후
- 순경왕후